# Astragalus heldreichii
Astragalus heldreichii är en ärtväxtart som beskrevs av Pierre Edmond Boissier. Astragalus heldreichii ingår i släktet vedlar, och familjen ärtväxter. Inga underarter finns listade i Catalogue of Life.